# Forrest Church
Forrest Church (Boise (Idaho), 23 september 1948 - New York, 24 september 2009) was een Amerikaans theoloog en predikant. Hij was volgeling van het Unitaristisch Universalisme.

## Levensloop

### Studie
Church behaalde zijn bachelorgraad in rechten aan de Stanford-universiteit in 1970. Daarna studeerde hij theologie aan de Harvard-universiteit, waar hij in 1974 zijn mastergraad behaalde. Aan dezelfde universiteit behaalde hij zijn doctorsgraad in vroege geschiedenis van het christendom in 1978.

### Theologische loopbaan
Na zijn studie werd hij (senior)predikant voor de Unitarian Church of All Souls in New York. Na deze functie bijna drie decennia te hebben uitgeoefend, werd hij in 2006 benoemd tot predikant publieke theologie.
Hij wordt gezien als een liberaal theoloog. Over zichzelf zei hij in 1996: "Ik kom niet met donderpreken met de absolute waarheid. Ik ben bezig met een zoektocht en al mijn conclusies zijn voorlopig."
Tussen 1985 en zijn dood schreef en bewerkte hij enkele tientallen boeken. Hier betreft het zowel christelijke en gnostische literatuur als boeken voor een breder publiek. Tussen 1987 en 1988 schreef hij een wekelijkse column voor de Chicago Tribune; vijftig hiervan bundelde hij in het boek Everyday Miracles: Stories From Life. Gedurende twee termijnen diende hij als fellow en professor voor het Dartmouth College.
De laatste drie jaar van zijn leven had hij last van een steeds hardnekkig terugkomende slokdarmkanker tot hij daar op 24 september 2009 aan overleed. Hij bracht in deze laatste jaren een liberaal theologische uitwerking tot stand over dood en overlijden die hij samenbracht in twee boeken: Love and Death: My Journey Through the Valley of the Shadow in 2008 en zijn laatste boek The Cathedral of the World: A Universalist Theology die postuum in 2010 werd uitgebracht en zijn uitgewerkte filosofie bijeenbrengt.

### Liefdadigheid
In New York wordt Church ook herinnerd om zijn inzet voor de zwakkeren in de stad. Zo zette hij een centrum op voor dakloze vrouwen in Harlem, organiseerde hij gratis maaltijden voor daklozen en zette hij een scoutingvereniging op voor kinderen in een opvangtehuis.
Aan het begin van de verspreiding van aids zette hij een werkgroep op die posters ontwierp voor bussen en metrotreinen, met de tekst: "Aids is een menselijke ziekte die vraagt om een menselijke oplossing."

## Erkenning
Acht van zijn toespraken werden opgenomen in de jaarlijkse bloemlezing Representative American Speeches. Daarnaast werd hij meermaals onderscheiden, waaronder met de Four Freedoms Award in 2008 en de Art Buchwald Spirit Award van de National Hospice Foundation in 2009.